# T-33 (czołg)
T-33 – radziecki pływający czołg lekki z okresu sprzed II wojny światowej, pierwszy czołg pływający w ZSRR.

## Historia konstrukcji
W 1931 roku Szefostwo Motoryzacji i Mechanizacji Armii Czerwonej uzyskało informację o próbach brytyjskiego czołgu pływającego skonstruowanego w wytwórni Vickers-Carden-Loyd w związku z tym zleciło oddziałowi konstrukcyjno-doświadczalnemu zakładów Bolszewik kierowanemu przez Siemion Ginzburga wykonanie podobnego pojazdu. 
Konstrukcja oparta została na zakupionym w Wielkiej Brytanii lekkim ciągniku rolniczym wytwórni Vickers-Carden-Loyd w 1930 roku. Prototyp czołgu, który otrzymał kryptonim Sielezien (pol. "Kaczor"), był gotowy pod koniec marca 1931 roku. Otrzymał wtedy oznaczenie T-33. 
Kadłub czołgu został wykonany z nieutwardzonej stali, wyporność zapewniały dwa skrzynkowe pływaki z drewna umieszczone po obu stronach kadłuba. Pływaki były pokryte blachą i wypełnione korkiem. Napęd czołgu stanowił rzędowy silnik gaźnikowy umieszczony z prawej strony kadłuba. Z lewej strony kadłuba umieszczono stanowiska załogi, jedno za drugi, najpierw kierowcy-mechanika a następnie dowódcy. Czołg dysponował jedną śrubą, która napędzała czołg w trakcie pływania. 
Czołg został poddany próbom, które zakończyły się w 1932 roku. Wykazał on dobre właściwości pływania. Lecz z uwagi na liczne usterki i wady ostatecznie zrezygnowano z tego czołgu, a doświadczenia uzyskane w trakcie prób posłużyły do prac nad czołgami T-37 i T-41.

## Użycie
Prototyp czołgu T-33 był używany tylko do badań i prób.